# Eenpansgerecht

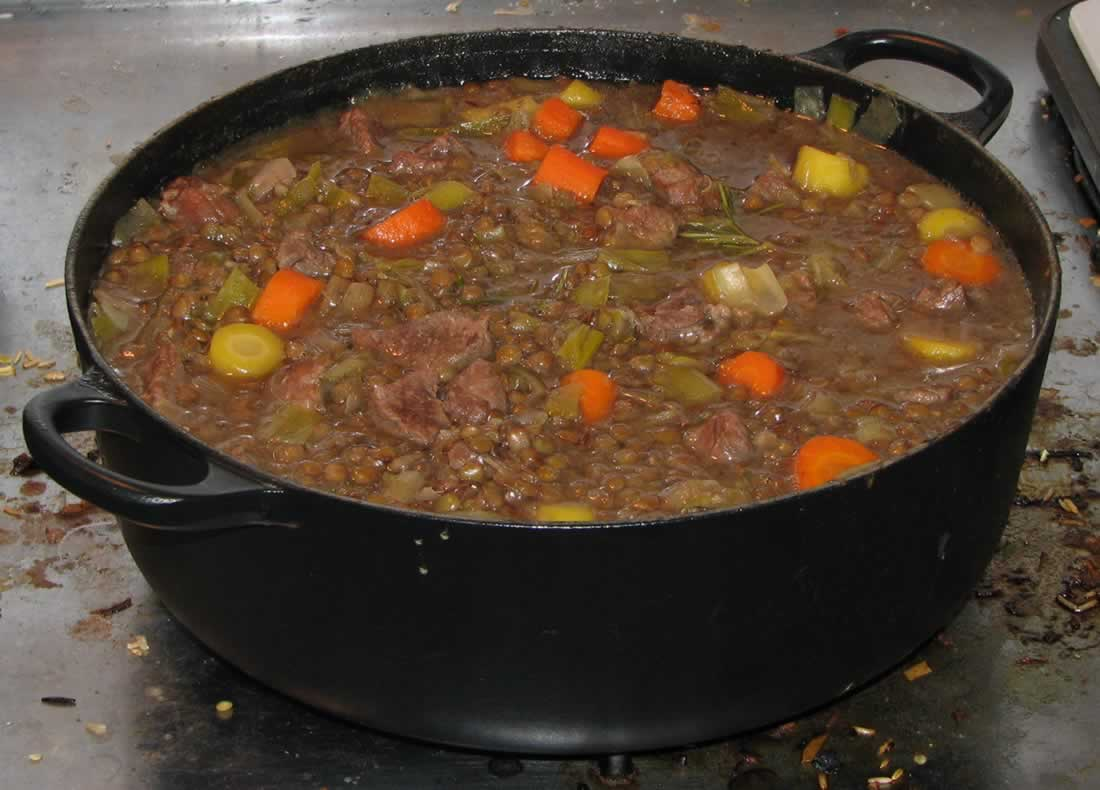
Voorbeeld van een Duits eenpansgerecht: Linzen-Eintopf met lamsvlees

Een eenpansgerecht is een volledige maaltijd die in één pan wordt bereid en opgediend. De oorsprong is primitief, hetgeen niet wil zeggen dat een eenpansgerecht niet van hoogstaande culinaire kwaliteit kan zijn. Vooral in arme boerengezinnen zullen vaak eenpansgerechten zijn gegeten, waarin diverse voedingsmiddelen door elkaar gekookt of gestoofd werden.
Het koken in een kleipot (römertopf of tajine) heeft een eenpansgerecht als resultaat.
Voorbeelden van eenpansgerechten zijn:
- Veel Nederlandse stamppotten
- Eintopf uit de Duitse keuken
- De Japanse sukiyaki
- De Spaanse paella
- De Surinaamse bruine bonen met rijst (BB met R) en bakkeljauw moksi alesi
- De Singaporese kip met rijst in een kleipot
- De Zuid-Amerikaanse chili con carne
- De Noord-Amerikaanse jambalaya
- De Zweedse pyttipanna
- De Franse bouillabaisse en ratatouille